# Pasquale Vivolo
Pasquale Vivolo (Brusciano, 6 gennaio 1928 – Cremona, 18 novembre 2002) è stato un calciatore e dirigente sportivo italiano, di ruolo attaccante.
In carriera ha totalizzato complessivamente 189 presenze e 63 reti in Serie A.

## Carriera
Nato nell'entroterra napoletano ma trasferitosi fin dall'infanzia a Cremona, inizia la carriera in Serie B nella Cremonese per poi approdare alla Juventus nella stagione 1949-1950.
Della squadra vincitrice dello scudetto (il primo dopo 14 anni) è una riserva, chiuso da Ermes Muccinelli, Rinaldo Martino, Giampiero Boniperti, John Hansen e Karl Aage Præst. Quell'anno colleziona infatti 10 presenze.

Vivolo (accosciato, primo da sinistra) nella Lazio del 1954-55

Nella stagione successiva la storia finì per ripetersi, anche se il secondo scudetto (1951-1952) lo vide protagonista in 19 occasioni. Fu quindi convocato in Nazionale per la partita del 26 ottobre 1952 contro la Svezia: Vivolo esordì segnando il gol del momentaneo vantaggio azzurro (finì 1-1).
La Juventus lo cedette alla Lazio nell'estate del 1953 e con l'approdo nella Capitale la maglia azzurra venne meno. Fu il presidente biancoceleste Tessarolo a chiedere e ottenere il centrattacco bianconero per 70 milioni di lire. Al primo derby in biancoceleste, il 23 novembre 1953, segnò un gol per pareggiare l'iniziale vantaggio avversario. Il primo anno con la Lazio collezionò 30 presenze e 9 reti.
Negli anni che seguirono modificò il suo gioco, non limitandosi più a far da unico punto di riferimento dell'attacco laziale, bensì partecipando più assiduamente alla costruzione della manovra offensiva. Lasciò la squadra capitolina dopo cinque stagioni, con 121 presenze e 33 reti all'attivo, per trasferirsi nell'estate 1958 al Genoa, club con cui disputa il 22 giugno il derby della Lanterna tra i rossoblu e la Sampdoria, terminato 1-3 a favore dei blucerchiati, valido per la Coppa Italia 1958. L'esperienza con i genovesi termina dopo quell'unico incontro, poiché si trasferisce al Brescia, in Serie B, dove giocò una gara prima di abbandonare il calcio giocato.
Chiusa la carriera come calciatore, Bibì, come era soprannominato Pasquale, è tornato a vivere a Cremona insieme a sua moglie, figlia del presidente della Cremonese Guido Grassi; Vivolo è stato anche dirigente del club grigiorosso negli anni '60, sempre vicino alla squadra che lo aveva lanciato nel grande calcio.

## Statistiche

### Cronologia presenze e reti in nazionale
| Cronologia completa delle presenze e delle reti in nazionale ― Italia | Cronologia completa delle presenze e delle reti in nazionale ― Italia | Cronologia completa delle presenze e delle reti in nazionale ― Italia | Cronologia completa delle presenze e delle reti in nazionale ― Italia | Cronologia completa delle presenze e delle reti in nazionale ― Italia | Cronologia completa delle presenze e delle reti in nazionale ― Italia | Cronologia completa delle presenze e delle reti in nazionale ― Italia | Cronologia completa delle presenze e delle reti in nazionale ― Italia |
| Data                                                                  | Città                                                                 | In casa                                                               | Risultato                                                             | Ospiti                                                                | Competizione                                                          | Reti                                                                  | Note                                                                  |
| --------------------------------------------------------------------- | --------------------------------------------------------------------- | --------------------------------------------------------------------- | --------------------------------------------------------------------- | --------------------------------------------------------------------- | --------------------------------------------------------------------- | --------------------------------------------------------------------- | --------------------------------------------------------------------- |
| 26-10-1952                                                            | Stoccolma                                                             | Svezia                                                                | 1 – 1                                                                 | Italia                                                                | Amichevole                                                            | 1                                                                     |                                                                       |
| 28-12-1952                                                            | Palermo                                                               | Italia                                                                | 2 – 0                                                                 | Svizzera                                                              | Coppa Internazionale                                                  | -                                                                     |                                                                       |
| 17-5-1953                                                             | Roma                                                                  | Italia                                                                | 0 – 3                                                                 | Ungheria                                                              | Coppa Internazionale                                                  | -                                                                     |                                                                       |
| 13-11-1953                                                            | Il Cairo                                                              | Egitto                                                                | 1 – 2                                                                 | Italia                                                                | Qual. Mondiali 1954                                                   | -                                                                     |                                                                       |
| Totale                                                                |                                                                       | Presenze                                                              | 4                                                                     |                                                                       | Reti                                                                  | 1                                                                     |                                                                       |

## Palmarès

### Club
- Campionato italiano: 2

Juventus: 1949-1950, 1951-1952